# 5654 Terni
Az 5654 Terni (ideiglenes jelöléssel 1993 KG) a Naprendszer kisbolygóövében található aszteroida. Antonio Vagnozzi fedezte fel 1993. május 20-án.